# Мика, Арунас
Ару́нас Ми́ка (лит. Arūnas Mika; 11 ноября 1970, Тельшяй, Литовская ССР, СССР) — советский и литовский футболист, игрок сборной Литвы.

## Биография
В конце 80-х зачислен в дубль «Жальгириса», в 1989 провел 1 игру на Кубок Федерации футбола СССР.
Сезон 1990 года провёл в составе «Сириетис» из Клайпеды, забил 1 мяч в чемпионате Литвы. В 1991 команда прекратила существование и Мика перешёл в другой клуб из Клайпеды — «Сириюс».
С первого же сезона стал основным игроком команды, нередко забивал. В 1991 году отличился дважды. В 1992 помог команде взять «бронзу» чемпионата Литвы. Следующие два сезона он продолжал неизменно выходить в основе клуба. В сезоне 1992/93 клуб дошёл до финала кубка страны, где уступил 0:1 «Жальгирису». Также его стали призывать в состав сборной Литвы, с которой в 1992 взял Балтийский кубок.
Перед началом сезона 1994/95 перешёл в каунасский «Инкарас-Грифас». В первом же сезоне стал чемпионом Литвы, став одним из двух футболистов команды (вместе с Кестутисом Рудзионисом), проведшим все 22 игры чемпионата (забил один мяч). В том же сезоне стал обладателем Кубка Литвы (в финале не играл).
В сезоне 1995/96 вновь стал чемпионом страны, проведя 26 игр и забив 1 мяч. В кубке страны «Инкарас-Грифас» снова играл в финале, но уступил 0:2 «Кареде». Следующий сезон сложился менее успешно — клуб взял «бронзу» (Мика провёл 23 игры) и вновь не смог взять Кубок Литвы.
В сезоне 1997/98 играл за «Инкарас» только 1-й круг (провёл все 15 игр), после чего перешёл российский клуб «Анжи». В новой команде с апреля по июль сыграл одну игру в Первом дивизионе и 3 в Кубке России.
Перед началом сезона 1998/99 вернулся в Каунас и продолжил играть за «Инкарас». Летом 1999 перешёл в каунасский «Жальгирис», с которым в том же году взял чемпионский титул. Этот же успех удалось повторить и в сезоне 2000 года.
В 2001 выступал в составе дебютанта высшей лиги — шяуляйского «Сакаласа», за который провел 15 игр. По окончании сезона уехал играть в фарерский клуб 2-го дивизиона Б71. По итогам сезона клуб занял 2-е место и вышел в плей-офф, где уступил клубу высшей лиги в 2-х играх.
В 2003 вернулся в Литву, провёл сезон за клуб 1-й лиги «Родовитас» из Клайпеды.

## Достижения
- Обладатель Балтийского кубка в составе сборной Литвы: 1992
- Чемпион Литвы: 1994/95, 1995/96, 1999, 2000
- Обладатель Кубка Литвы по футболу: 1994/95
- Бронзовый призёр чемпионата Литвы: 1991/92
- Финалист Кубка Литвы по футболу: 1992/93, 1995/96, 1996/97